# Шесть Иванов — шесть капитанов
«Шесть Иванов — шесть капитанов» — кукольный мультипликационный фильм, снятый Творческим объединением кукольных фильмов на киностудии «Союзмультфильм» в 1967 году по книге Анатолия Митяева.

## Создатели
| автор сценария         | Анатолий Митяев |
| режиссёр               | Анатолий Каранович |
| художники-постановщики | Алина Спешнева, Тамара Полетика                                                                                                |
| оператор               | Александр Жуковский |
| композитор             | Борис Шнапер |
| звукооператор          | Борис Фильчиков |
| монтажёр               | Лидия Кякшт |
| мультипликаторы:       | Владимир Пузанов, Павел Петров, Яна Вольская, Мария Портная, Галина Золотовская                                                |
| куклы выполнили:       | В. Куранов, Галина Геттингер, Лилианна Лютинская, Олег Масаинов, В. Калашникова, Марина Чеснокова, Валерий Петров, Ю. Бенкевич |
| под руководством       | Романа Гурова |
| редактор               | Наталья Абрамова |
| директор картины       | Натан Битман |
| текст читает           | Клара Румянова (не указана в титрах)                                                                                           |

## Сюжет
Пришла девочка на лужок, собралась нарисовать разноцветье летней природы, а краски с палитры собачка языком слизала. Заплакала девочка, не знает как ей быть. Тут перед ней появились шесть мальчиков, говоря, что явились на сигнал SOS и готовы помочь в любой беде. Их звали так: Иван, Ян, Ганс, Жан, Джон и Хуан. Обрадовалась девочка и попросила привезти ей краски.
Отправились капитаны на плоту в путешествие по разноцветным морям и рекам. Сначала побывали на Жёлтом море, полюбовались на китов и набрали жёлтой краски, потом на реку Оранжевую, спасли от тигра антилопу, да и про оранжевую краску не забыли.
На Голубом Ниле едва отбили от крокодила ведёрко, а на Красном море осьминог спас их плот от безветрия. В Чёрном море попали в шторм, но судно уберегли и чёрной краски набрали.
Обратно вернулись целые и невредимые с полной палитрой. Девочка каждому подарила по букетику полевых цветов и продолжила картину. Спели капитаны песню про дружбу и пошли дальше помогать попавшим в беду.

## Переиздания на DVD
Мультфильм неоднократно переиздавался на DVD в сборниках мультфильмов:
- «Рассказы старого моряка», дистрибьютор: «Крупный план», мультфильмы на диске:

«Рассказы старого моряка. Необычайное путешествие»,

«Рассказы старого моряка. Необитаемый остров» 

«Рассказы старого моряка. Антарктида»,

«Коля, Оля и Архимед», «Лабиринт. Подвиги Тесея» 

«Сокровища затонувших кораблей»,

«Шесть Иванов — шесть капитанов», «Добрыня Никитич».
- «Мир приключений», «Союзмультфильм», дистрибьютор: «Союз», мультфильмы на диске:

«Стёпа-моряк»,

«Трое на острове»,

«Мореплавание Солнышкина»,

«Приключения красных галстуков»,

«Шесть Иванов — шесть капитанов».